# Robert A. Lutz
Robert "Bob" Anthony Lutz, född 12 februari 1932 i Zürich är en schweizisk-amerikansk företagsledare. Efter karriär som stridspilot och studier vid Berkeley började han 1963 på General Motors. Där hade han flera chefspositioner i Europa varpå han gick till BMW som försäljningschef. 1974 gick han till Ford i Köln som chef för Ford Europa och satt med i Fords styrelse i Detroit. 1986 gick han över till Chrysler.